# 후지타 아키히코
후지타 아키히코(일본어: 富士田 明彦, 1991년 11월 8일 ~ )는 일본의 바둑 기사이다. 홋카이도 오비히로시 출신으로 일본기원 소속의 9단이다.

## 경력
바둑 애호가였던 아버지의 영향으로 초등학교 3학년부터 바둑을 배웠고, 기원에서 실력을 인정 받았다. 같은 홋카이도 출신으로 1학년 위인 스즈키 신지와 같은 학년인 이토 마사시와 수많은 경기에서 대결했다. 특히 이토 마사시와의 친분으로 스승 타카바야시 타쿠지를 소개받았다. 2002년 제23회 소년소녀바둑대회 전국대회에 출전하여 3회전에서 탈락했다. 2003년 제24회 소년소녀바둑대회 전국대회에 출전하여 나중에 프로기사가 된 가나자와 마코토와 이다 아쓰시에게 승리했지만 우승자에게 패배하여 8위를 기록했다. 그리고 제7회 전일본 어린이 바둑대회 결승전에 진출하였으나 아다치 도시마사에게 패해 준우승을 했다.
2004년 타카바야시 타쿠지의 제자가 되기 위해 지바현 가마가야시으로 이사했고 일본기원 소속 원생이 되었다. 2005년 겨울, 일본기원 입단 테스트에서 8승 9패로 기록해 입단에 실패했다. 당시 입단자는 세키 다쓰야와 호리모토 미츠나리이다. 2006년 프로바둑에 입단했고, 2010년 제66회 혼인보 최종 예선 진출도 야마시로 히로시에게 패배하여 처음 리그 진출에 실패했다. 2012년 제37기 신인왕전 3번기 진출하여 가나자와 마코토에게 1승 2패로 패배했다. 2013년 전 해에 아깝게 놓친 신인왕전 경기에서 위정치에게 2연승으로 타이틀을 획득했다. 제8회 약리전에서도 우승 결정전에 진출했지만 이치리키 료에게 패해 준우승을 차지했고 5월 27일부터 10월 3일까지 18연승을 기록하고 연간 32승 8패(승률 0.800, 일본기원 소속 기사 중 3위)의 성적을 냈다. 이러한 활약으로 제47회 기도상 연승상과 신인상을 수상했다.
2018년 제13회 약리전에서는 결승전에서 고이케 요시히로 3단을 누르고 우승하면서 자신의 두 번째 타이틀을 획득했다. 2018년 41승 8패(승률 0.8367)의 성적을 거둬 제52회 기도상 승률부문 1위상을 수상했다. 2019년 7단으로 승단했다.